# Acme (fictief bedrijf)

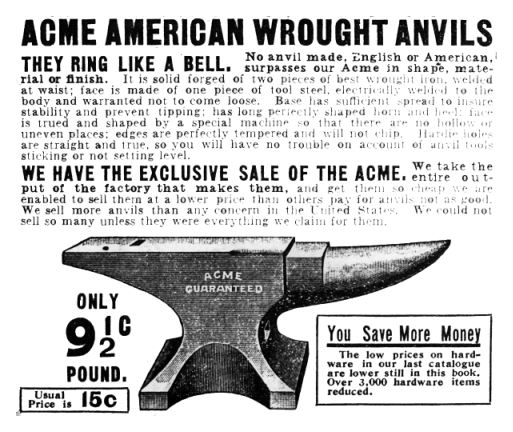
Een advertentie voor een aambeeld van Acme

Acme is een naam die in het Engelse taalgebied wordt gebruikt voor een fictieve rechtspersoon of bedrijf, wanneer men zo'n naam nodig heeft in een voorbeeldgeval. Dit gebeurt bijvoorbeeld bij juridische kwesties. De naam wordt analoog gebruikt aan de fictieve persoonsnaam John Doe.
Het woord is afkomstig uit het Grieks: ακμή: spits, top, hoogtepunt, beslissend moment, juiste tijd.

## Ontstaan
Toen de yellow pages (de Amerikaanse versie van de Gouden Gids) in Amerika voor het eerst werd uitgegeven, wilden veel bedrijven vooraan in het boek staan. Velen veranderden daarvoor hun naam in Acme (met eventueel de soort dienst die werd uitgevoerd door het bedrijf erachter), aangezien dat vaak op de eerste pagina's van het boek kwam te staan. Er veranderden echter zoveel bedrijven hun naam in Acme, dat het uiteindelijk niet meer serieus werd genomen en men het als een soort grap begon te beschouwen. 
Het woord is in algemene kring bekend geworden door de Looney Tunes-tekenfilms van Warner Brothers, in het bijzonder Road Runner, en door speelfilms van Warner. In deze films is Acme een fictief bedrijf. Om niet in problemen te komen met het Amerikaanse merkenrecht, was het voor het maken van deze Looney Tunes-filmpjes noodzakelijk fictieve bedrijfsnamen te gebruiken voor alle producten die de personages gebruiken. Maar in plaats van voor elk product weer een nieuwe naam te moeten verzinnen, besloten de producers een firma te introduceren die blijkbaar alles produceert wat men maar in de verhalen nodig heeft. Van alledaagse dingen als kleding en tandpasta tot minder gangbare zaken als zakraketten en laserkanonnen, er is niets dat ACME Corporation niet fabriceert. De naam ACME werd bedacht zonder specifieke betekenis. Pas later legde men het woord uit als een backroniem voor A (of American) Company that Manufactures Everything: een (of Amerikaans) bedrijf dat alles vervaardigt.

## Trivia
- Een vroege vermelding van Acme als fictieve merk- of bedrijfsnaam is reeds te vinden in de Sears, Roebuck and Co. postorder-catalogus uit 1902.
- De naam kwam ook al voor in een tweetal films van Harold Lloyd: Never Weaken uit 1921, waarin een pak Acme Soap Flakes een actieve rol speelt, en Grandma's Boy uit 1922, met als plaats delict een juwelierswinkel van de Acme Jewelry Co.
- In The big sleep gaat Bogey - P. Marlowe - een boekhandel binnen met de naam ACME. De film wordt geproduceerd door J. Warner, de jongste van de Warner Brothers.